# Simulium pilosum
Simulium pilosum är en tvåvingeart som först beskrevs av Frank Hall Knowlton och Rowe 1934.  Simulium pilosum ingår i släktet Simulium och familjen knott. Inga underarter finns listade i Catalogue of Life.